# FOUR PIECES
『FOUR PIECES』（フォー・ピースズ）は、1988年5月1日に発売されたルースターズの10枚目のアルバムである。

## 概要
ルースターズ最後のスタジオ・アルバム。参加メンバーは、花田裕之（ギター・ボーカル）、下山淳（ギター、ボーカル）、穴井仁吉（ベース）、三原重夫（ドラムス）。ゲスト・ミュージシャンにホッピー神山（キーボード、コーラス）、SION（ブルースハープ）、渡辺等（チェロ）を迎えて製作された。
パリ・レコーディングの前作『PASSENGER』のツアー後、ベースの柞山一彦、ドラムの灘友正幸の二人が脱退することになり、その後花田と下山が話し合いルースターズの解散を決めた。しかし、レコード会社とのリリース契約が残っていたことからもう1枚レコードを製作することになり、下山は新メンバーとしてベースに元ザ・ロッカーズの穴井仁吉、ドラムに元ローザ・ルクセンブルグの三原重夫を招聘した。下山は、穴井に関しては「すごいベーシストだから、九州で腐らせとくのは惜しい」、三原は「前から一度一緒にやりたかった」とそれぞれ加入させた理由を語っている。
『FOUR PIECES』のレコーディングは荒涼としたものだった。二人の新メンバーはレコーディングの様子を、ソロアルバムを2つ作っているようだったと語り、セッションのような雰囲気を持つアルバムとも評価されている。しかし、そのような状況に反してアルバム自体は非常に充実したものに仕上がった。花田は88年6月のインタビューで、新メンバーの加入によってバンドが上手くいくのは見えていたとし、サウンド的には大江脱退以降では今が一番良いと話している。下山も解散コンサート翌日のインタビューで、あのリズム隊には自信があった、どんなアイデアを出しても受け止められる、今がベストであれ以上は絶対作れないとアルバムの出来に絶対の自信を語っていた。
アルバムのタイトル名の由来について花田は、「4人揃ったという気分だったんで」としている。

## 曲目
1. GUN CONTROL（作詞・作曲：花田裕之）
2. 再現出来ないジグソウ･パズル（作詞：柴山俊之、作曲：下山淳）
3. 鉄橋の下で（作詞：PANTA、作曲：下山淳）
4. LAND OF FEAR（作詞・作曲：Julian Cope）
5. (Standing at) THE CROSS ROAD（作詞・作曲：花田裕之）
6. EVERYBODY'S SIN（作詞・作曲：下山淳）
7. NAKED HEAVY MOON（作詞：柴山俊之、作曲：下山淳）
8. 曼陀羅（作詞：PANTA、作曲：下山淳）
9. LADY COOL（作詞・作曲：花田裕之）
10. 予言者（作詞・作曲：下山淳）